# Chiptuning
Als Chiptuning wird umgangssprachlich die nachträgliche Steigerung der Leistungsfähigkeit von Kfz- (Verbrennungs-)Motoren durch gezielte Änderung der werksseitig festgelegten Steuerparameter der elektronischen Motorsteuerung bezeichnet.

## Prinzip
Beim Chiptuning werden durch gezielte Eingriffe in die Motorelektronik einerseits Ladedruck der Motoraufladung und zum anderen auch die einzuspritzende Kraftstoffmenge in den Brennraum erhöht. Dies hat zur Folge, dass Motorleistung und Drehmoment gesteigert werden, ohne dass am Aggregat mechanisch eingegriffen wird oder Bauteile ausgetauscht werden müssen. Es werden demnach keine baulichen Veränderungen am Motor vorgenommen; die Leistungssteigerung basiert allein auf dem Ausreizen der thermodynamischen und mechanischen Reserven, über die, laut Aussage von Chiptunern, jeder Serienverbrennungsmotor verfüge.
In Konsequenz ergibt sich daraus, dass Chiptuning insbesondere bei per Abgasturbo aufgeladenen Motoren zu einer nicht unerheblichen Abgabe von Mehrleistung auf den Antriebsstrang führen kann:
Neben der Erhöhung der erreichbaren Höchstgeschwindigkeit und Zugkraft des Fahrzeugs lässt sich daher auch eine erhebliche Verbesserung der Beschleunigungswerte sowie eine Sensibilisierung des Motoransprechverhaltens während des Beschleunigungsvorgangs und Lastwechsels feststellen. Dies kann u. a. darauf zurückgeführt werden, dass der sog. Boost-Bereich der Abgasturboaufladung aufgrund des höheren Ladedrucks in einem früheren Drehzahlbereich erreicht wird und sich erst in einem höheren Drehzahlbereich erschöpft.
Die technischen Auswirkungen bzgl. Haltbarkeit, Zuverlässigkeit und Verhältnismäßigkeit im Vergleich zur werksseitigen Einstellung eines Aggregats sind umstritten und nicht abschließend geklärt. Als Verdeutlichung dieser Reserven wird angeführt, dass manche Motorenhersteller dazu übergegangen seien, mehrere Motoren auf derselben Basis zu fertigen, die jedoch unterschiedliche Leistungsdaten aufweisen. Tatsächlich jedoch werden zum Teil die leistungsstärkeren Modelle mit Bauteilen deutlich höherer Festigkeit (durch Verwendung höherwertiger Werkstoffe) aber geometrischer Gleichheit gebaut. Dies lässt solche Maschinen für Tuning besonders reizvoll erscheinen. Trotz gleicher Hauptabmessungen sind diese Motoren aber unterschiedlich. Die von Tuning-Firmen oft gebrauchte Argumentation, dass derselbe Motor mit höherer Serienleistung verfügbar wäre, ist in aller Regel schlicht falsch.
Beispielsweise unterscheiden sich die 110-kW-(150-PS-)Variante des VW-1,9-l-TDI-Motors und die 85-kW-(115-PS-)Variante durch eine geänderte Kurbelwelle, geänderte Pleuel, Kolben mit höheren Feuerstegen, einer gekühlten Abgasrückführung und einem leistungsfähigeren Turbolader trotz gleicher Hauptabmessungen sehr stark voneinander. Daher kommt es oft vor, dass insbesondere unseriöse Anbieter etwaige Reserven eines Motors überreizen.
Um ihren Kunden zu versichern, dass dies bei ihrem Leistungsangebot nicht der Fall sei, gewähren seriöse Chiptuner bis zu einem bestimmten Kilometerstand (meist 100.000 km) oder Fahrzeugalter (max. 3 Jahre) eine Garantie auf Motor und Getriebe bzw. Schäden an Motor bzw. Getriebe, die eindeutig auf das Chiptuning zurückzuführen sind. Dieser eindeutige Nachweis ist jedoch häufig sehr schwierig zu führen. Wie ein Defekt letztendlich entstanden ist, lässt sich im Schadensfall meist schwer feststellen, so dass am Ende der Fahrzeughalter die Kosten trägt. Tuning-Anbieter und Fahrzeughersteller werden sich in diesem Punkt keine technischen Fehler eingestehen. Der Fahrzeugnutzer sollte sich über diese Sachlage bezüglich Garantie im Klaren sein.
Die Parameter der elektronischen Motorsteuerung, durch deren Optimierung Reserven freigesetzt werden sollen, sind in der Regel als Datensatz auf einem Speicherchip abgelegt. Bei wenigen Herstellern ist dieser wiederbeschreibbar. Es handelt sich hierbei im Allgemeinen um ein mehrdimensionales Kennfeld. Beim Chiptuning werden relevante Daten, die für die Steuerung und Regelung des Motors zuständig sind, auf eine modifizierte Weise miteinander verknüpft. Beim Tuning mit einer Multi-Kennfeld-Technik sieht es dann so aus, dass vier bis acht Kennfelder im Speicher optimiert hinterlegt und je nach gewünschtem Fahrverhalten schließlich passend abgerufen werden. So soll die bestmögliche Abstimmung dieser Parameter gewährleistet werden. Solche Daten sind z. B. Temperaturzustand von Motor und Umgebung, angesaugte Luftmasse pro Zeitspanne und (falls ein Turbolader vorhanden ist) Ladedruck des Turboladers.
Welche Prozessoren hierfür hergenommen werden, spielt eine entscheidende Rolle. Der Berechnungstakt muss exakt dem des Motor-Hauptsteuergerätes entsprechen, um eine genaue Rasterung der Kennfelder in Echtzeit zu ermöglichen. Außerdem werden so die Schutzfunktionen der ECU (Hauptsteuergerät) in keiner Weise manipuliert.
Aus den genannten Steuerungsparametern und ggf. weiteren fest gespeicherten Informationen werden die Ausgabeparameter bestimmt, das sind in erster Linie Einspritzzeitpunkt, Einspritzmenge und ggf. Zündzeitpunkt für jeden Zylinder. Jeder Verbrennungsmotor, der über eine elektronische Motorsteuerung verfügt, kann, wenn auch meist ohne Mehrleistung, per Chiptuning modifiziert werden, am wirkungsvollsten ist das Chiptuning aber bei Viertakt-Dieselmotoren mit Turbolader. Manche Tuningspezialisten erreichen kurzzeitige Leistungssteigerungen bis zu 44 % der Seriendaten.

### Eco-Tuning
Beim Eco-Tuning ist dagegen die Verbrauchsminimierung das Ziel. Hierbei wird die Tatsache ausgenutzt, dass die meisten Fahrzeugführer nicht das Sparpotential ihres Fahrzeuges ausnutzen. So wird bei konstanter Fahrt die Einspritzmenge solange reduziert, bis ein leichter und für den Fahrer nicht spürbarer Geschwindigkeitsabfall stattfindet. An diesem Punkt ist der minimale Verbrauch für diese Fahrsituation erreicht. Hierbei handelt es sich um einen NOx-be-Trade-off. Dabei wird der geringere spezifische Kraftstoffverbrauch (be) durch eine bewusste Inkaufnahme höherer Stickoxid-Emissionen (NOx) erreicht, die auch deutlich außerhalb der zulässigen Grenzwerte liegen können. Eine Modifikation mit Steigerung der Emissionen ist nach § 19 StVZO Absatz 2 unzulässig, die Betriebserlaubnis erlischt.
Das Prinzip des Eco-Tuning ist also eine Änderung am Steuerchip, wobei der Motor nicht wie beim klassischen Chiptuning auf größtmögliche Leistung, sondern auf möglichst geringen Verbrauch getrimmt wird. Die Software ermöglicht im unteren Drehzahlbereich mehr Leistung und Drehmoment und sorgt dadurch auch für ein schnelleres Anfahren.

## Auswirkung auf die Lebenserwartung des Motors
Bei einer professionellen Anpassung der Motorsteuerung entsprechen die Haltbarkeit und Lebensdauer von Motor und Antrieb in etwa den Serienwerten, wobei hierfür vorausgesetzt wird, dass die Mehrleistung in geringem Maß genutzt wird, denn jede höhere Belastung führt zwangsläufig zu einem höheren Verschleiß und deutlich kürzerer Lebenserwartung.
Vor allem moderne Turbodieselmotoren erlauben merkliche Leistungssteigerungen. Dies hängt unter anderem damit zusammen, dass die Grenzen der Leistung nicht wie beim Ottomotor gasdynamischer (Klopfen), sondern vor allem mechanischer Natur sind. Anders ausgedrückt kann beinahe bei jedem Turbodieselmotor auf Kosten der Lebensdauer die Leistung deutlich erhöht werden. Unabhängig von der Kraftstoffart ergaben im Bezug auf Chiptuning Langzeitbeobachtungen jedoch ein vermehrtes Auftreten von Verschleißerscheinungen am Turbolader.
Die programmierte Software eines seriösen Tuners verändert die Kennfelder der Motorsteuerung nur geringfügig, so dass keine Grenzwerte erreicht oder sogar überschritten werden. Solche Tuningfirmen verfügen in der Regel über einen Leistungsprüfstand, mit Hilfe dessen die Tuningsoftware auf das entsprechende Fahrzeug abgestimmt werden kann.
Die Gewährleistung über die beim Chiptuning verrichtete Arbeit kann rechtlich nur das Chiptuning selbst umfassen, jedoch nicht einen Motor oder ein Getriebe, welches nicht vom Tuner verkauft wurde, sondern vom Serienhersteller stammt. Die freiwillig angebotenen Garantien variieren von Anbieter zu Anbieter und führen in der Regel zu einem höheren Kaufpreis.
Seriöse Tuner schließen in ihren aufpreispflichtigen Garantien in der Regel unmittelbar betroffene Motorkomponenten mit ein.

## Umsetzungen des Chiptuning

### Individuelle Abstimmung
Das Tuning erfolgt vollständig angepasst auf das jeweilige Fahrzeugmodell und führt i. d. R. zum besten Ergebnis.
Im Rahmen der individuellen Abstimmung können bspw. etwaige Fertigungstoleranzen oder nachträglich installierte Modifikationen in voller Gänze berücksichtigt werden. Das Tuning selbst erfolgt im Rahmen von Prüfstandsläufen oder alternativ bei Straßenfahrten und stellt die zweckmäßigste Art des Chiptuning dar.

### Verwenden vorab optimierter Datensätze
Das Tuning erfolgt durch bereits vorhandene Datensätze, welche in der Vergangenheit bereits auf einem oder mehreren Fahrzeugen des entsprechenden Fahrzeugmodells optimiert und erstellt wurden. Unterschiedliche Leistungsreserven der Fahrzeugmodelle können aber bspw. nicht konkret berücksichtigt werden, da der vorgefertigte Datensatz nicht auf das jeweilige Fahrzeug angepasst ist.

### Chiptuning durch den Nutzer
Dem Kunden wird die benötigte Hardware zur Verfügung gestellt (bspw. Leihe oder Kauf) und ermöglicht das eigenständige Optimieren. Verschiedene Leistungsstufen werden einerseits kostenlos oder zum Kauf angeboten. Das selbstständige Chiptuning erfolgt i. d. R. vollständig auf eigene Gefahr, da der Kunde meist auch Datensätze verwenden kann, die teilweise vorheriger Modifikationen am Fahrzeug bedürfen bzw. über der serienmäßigen Belastungsgrenze liegen.

### Tuningboxen
Tuningboxen werden dem OEM-Steuergerät vorgeschaltet und können mit wenigen Handgriffen ein- und ausgebaut werden. Durch die Tuning-Box verfälschte Sensorwerte führen hierbei zu einer Leistungssteigerung, jedoch kann das unangetastete Steuergerät nur innerhalb seiner werksmäßig vorgegebenen Parameter arbeiten. Mit Chiptuning am Steuergerät selbst sind deutlichere Leistungssteigerungen zu erzielen. Vorteil ist, dass hierbei die Software auf dem Steuergerät unverändert bleibt und somit kein Risiko besteht, das Steuergerät zu beschädigen. Bei fast jedem Servicebesuch in der Werkstatt wird die Software auf dem Steuergerät aktualisiert und das Software-Tuning geht hierbei verloren. Nachteil ist, dass durch die verfälschten Sensorwerte der Motor im Gefahrfall nicht in das Notprogramm schaltet bzw. ausgeht. Seriöse Tuner verändern hier nur die Werte der Hochdruck-Pumpe wie mit einem Zusatzchip.

## Technische Durchführungsmöglichkeiten
Generell unterscheidet man zwischen 3 unterschiedlichen Verfahren, wie die Software vom Steuergerät ausgelesen und wieder beschrieben werden kann. Es kommt dabei meist auf die Generation des Steuergerätes an, welche Möglichkeit besteht. Alle 3 Varianten führen zum selben Ergebnis, da die eingespielte Software meist identisch ist.

### Variante 1, Löten (Tauschen des Chips im Motorsteuergerät)
Das Steuergerät wird ausgebaut und der Chip ausgelötet. Anschließend wird mit einem EPROM-Programmer die originale Software ausgelesen. Während die Software von einem Chiptuner optimiert wird, kann anstelle des Chips ein Sockel eingelötet werden. Dies hat den Vorteil, dass man mit einfachen Mitteln den Chip jederzeit tauschen kann, ohne weitere Lötarbeiten vornehmen zu müssen. Die getunte Software wird auf einem neuen Chip gespeichert – der originale Chip bleibt unverändert und kann jederzeit wieder in den Sockel eingesetzt werden. Diese Variante ist meist die einzige Möglichkeit ein Chiptuning bei Fahrzeugen vor dem Baujahr 2000 durchzuführen (daher auch der Name 'Chiptuning').

### Variante 2, OBD (Lesen/Schreiben über die Serviceschnittstelle)
Über die Diagnoseschnittstelle des Fahrzeugs kann mit einem entsprechenden Tuning-Tool die Software des Motorsteuergerätes ausgelesen und auch beschrieben werden. Dieses Verfahren verlangt weder mechanische noch Lötarbeiten, ist aber nicht bei allen Fahrzeugmodellen möglich.

### Variante 3, BDM/Tricore
Bei diesem Verfahren muss das Motorsteuergerät ausgebaut werden. Im Inneren des Steuergerätes befindet sich eine genormte Schnittstelle, welche ein Auslesen bzw. Beschreiben der Software ermöglicht. Diese Schnittstelle wird auch vom Hersteller bei der Erstprogrammierung (Grundprogrammierung) des Steuergeräts benutzt.

## Unterschiede bei Turbo- und Saugmotoren
Im Gegensatz zu Turbomotoren bieten Saugmotoren kein markantes Potential um ausschließlich durch Chiptuning eine – in Relation zur Ausgangsleistung – zweckmäßige Leistungssteigerung zu erreichen. Hier bedarf es vom Grundsatz her erst vorherigen Modifikationen am Motor und ggf. Komponenten, welche anschließend im Rahmen eines Chiptuning bzw. Abstimmung ihr vollständiges Potential erreichen.

## Rechtliches in Deutschland
Wie bei vielen baulichen Veränderungen an einem Fahrzeug, bedarf es auch beim Chiptuning einer Abnahme der Veränderung durch einen amtlich anerkannten Sachverständigen oder Prüfer wie bspw. TÜV oder DEKRA und einer entsprechenden Änderung der Zulassungsbescheinigung Teil I und II, da sonst die Betriebserlaubnis des Fahrzeugs erlischt und es nicht mehr im öffentlichen Verkehrsraum bewegt werden darf (§ 19 StVZO). Seriöse Chiptuner verfügen daher über Teilegutachten zu ihren Modifikationen und händigen diese bei jedem Auftrag grundsätzlich mit aus. Bei weniger seriösen Anbietern gibt es diese Gutachten, die gemäß § 19 StVZO nach dem Tuning zwangsweise erforderlich sind, allenfalls gegen hohe Zusatzkosten oder gar nicht. Viele unseriöse Anbieter werben gar damit, dass ihre Modifikation bei Inspektionen nicht nachweisbar (und eine aufwendige Begutachtung daher nicht notwendig) sei. Doch bereits bei einer Abgasmessung, die Bestandteil der Hauptuntersuchung ist, fallen Fahrzeuge mit veränderter Motorsteuerungssoftware deutlich auf. Liegt dann keine Eintragung nach § 22 StVZO vor, erlischt die Betriebserlaubnis umgehend. Das Fahren ohne Betriebserlaubnis ist eine Ordnungswidrigkeit und wird entsprechend mit Geldbuße und Punkten in Flensburg geahndet. Die Weiterfahrt kann untersagt werden.
Daher sollte vor jeder Bauartveränderung geprüft werden, ob eine Abnahme erforderlich ist.
Selbst bei seriösem Chiptuning, das ordnungsgemäß gemäß StVZO abgenommen und eingetragen ist, erlischt die Herstellergarantie auf das (Neu-)Fahrzeug, mit der vom Hersteller nicht autorisierten Veränderung am Fahrzeug. Der Hersteller kann jedoch den Gewährleistungsanspruch des Kunden nicht zurückweisen, wenn Teile defekt sind, die mit dem Tuning nichts zu tun haben. So kann ein Hersteller zwar verweigern bei einem getunten Wagen einen Schaden am Motor auf Garantie zu regulieren, nicht jedoch einen defekten Fensterheber instand zu setzen. Einige (seriöse) Chiptuner übernehmen bei Neufahrzeugen für betroffene Komponenten die Herstellergarantie, um so auch diesen Nachteil für den Kunden zu beseitigen. Ist dies nicht der Fall, kann der Kunde zumeist bei Schäden am Motor oder Antriebsstrang weder gegen den Hersteller noch den Tuner Ansprüche geltend machen, da die Gewährleistung über die beim Chiptuning verrichtete Arbeit rechtlich nur das Chiptuning selbst umfassen kann, jedoch nicht einen Motor oder ein Getriebe, welches nicht vom Tuner verkauft wurde, sondern vom Serienhersteller stammt.

## Kritik
Die Motorenhersteller ermitteln durch lang andauernde und aufwendige Testreihen die Standardkennzahlen der Motoren. Es kann nicht im Interesse der Motorenhersteller sein, die Motoren mit schlechten Einstellungen auszustatten und sie somit unter ihrem tatsächlichen Potential laufen zu lassen. Eine Erhöhung der Leistung durch Chiptuning führt also oftmals zu Ergebnissen, die vom Motorenhersteller bewusst vermieden wurden, wie geringere Lebensdauer, schlechtere Abgaswerte oder hoher Verschleiß.
- Eine Neuanpassung der Motorsteuerung bzw. des Steuergeräts, zum Beispiel an eine andere Nockenwelle, Auspuffanlage oder höheren Ladedruck, ist zwar grundsätzlich möglich, geht aber nur mit Hilfe einer entsprechenden Testeinrichtung und eines modernen Leistungsprüfstands.
- Der durch Chiptuning versprochene Minderverbrauch bleibt häufig aus; gelegentlich kommt es sogar zu einem Mehrverbrauch durch Veränderung der Einstellungen.
- Da in der Regel beim Kunden kein fundiertes Fachwissen vorliegt, ergibt sich großes Potential zum Missbrauch durch unseriöse Tuner, indem durch Manipulation von bspw. des Bordcomputers bessere Verbrauchswerte suggeriert werden als tatsächlich vorhanden. Auch das Modifizieren des elektronischen Gaspedals vermittelt subjektiv bereits eine Mehrleistung.
- Bei fehlender Nachweismessung Gefahr eines Placebo-Effektes. Die „gespürte“ Mehrleistung liegt meist markant über der Leistungssteigerung, welche tatsächlich erzielt wurde.
- Bei Turbodieselmotoren kann beim Ausnutzen der Mehrleistung der Partikelausstoß enorm ansteigen. Dies macht sich dann durch einen starken Rußausstoß beim Beschleunigen des Fahrzeugs bemerkbar.
- Durch höhere Abgastemperaturen, die infolge einer Abmagerung des Kraftstoffanteils im Brenngemisch entstehen, kann es zu Schäden an Turboladern, Katalysatoren und an Rußpartikelfiltern kommen.
- Durch die höheren Abgastemperaturen kommt es zu einer schnelleren und irreversiblen thermischen Alterung des Katalysators und des Partikelfilters. Das heißt, ihr Konvertierungsvermögen verschlechtert sich, sie werden rascher wirkungslos und bleiben es, auch nach der Entfernung des Chiptunings.
- Häufig wird das Motordrehmoment bei Turbodieselmotoren durch das maximal zulässige Eingangsdrehmoment des Getriebes begrenzt, weshalb die Serienmotoren gedrosselt werden. Eine übermäßige Anhebung des Ladedrucks durch ein Chiptuning bedeutet also eine Überlastung und Bruchgefahr für das Getriebe. Infolge einer Leistungssteigerung kann es auch zu Schäden an Kupplung und dem übrigen Antriebsstrang kommen.